# ساقدر (شاخنات)
ساقدر (بالفارسية: ساقدر) هي مستوطنة تقع في إيران في قسم شاخنات الريفي. يقدر عدد سكانها بـ 181 نسمة .